# Koepoort (Leiden)

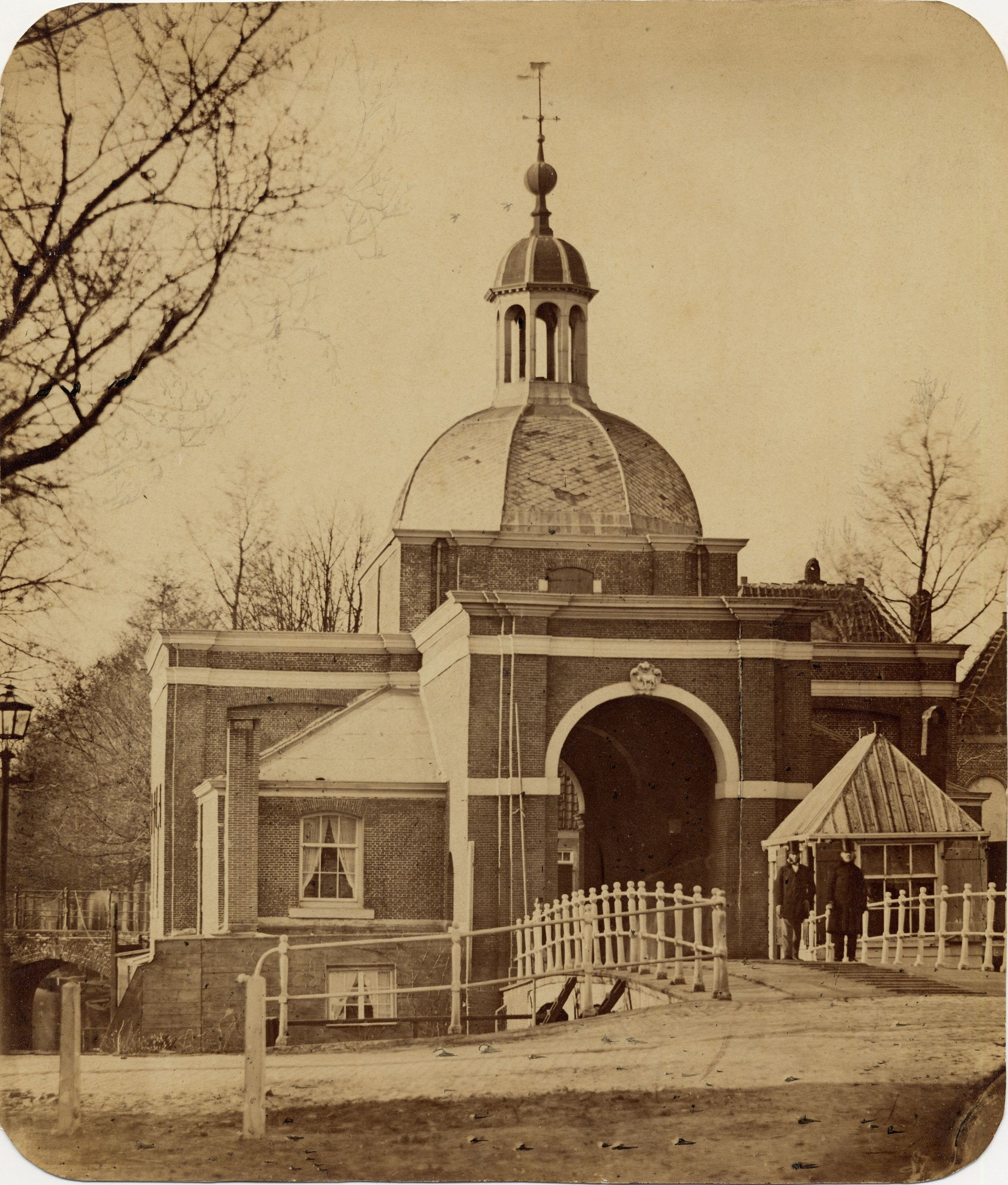
Foto van de Koepoort vanaf de singelzijde, kort voor de sloop genomen door Jan Goedeljee.

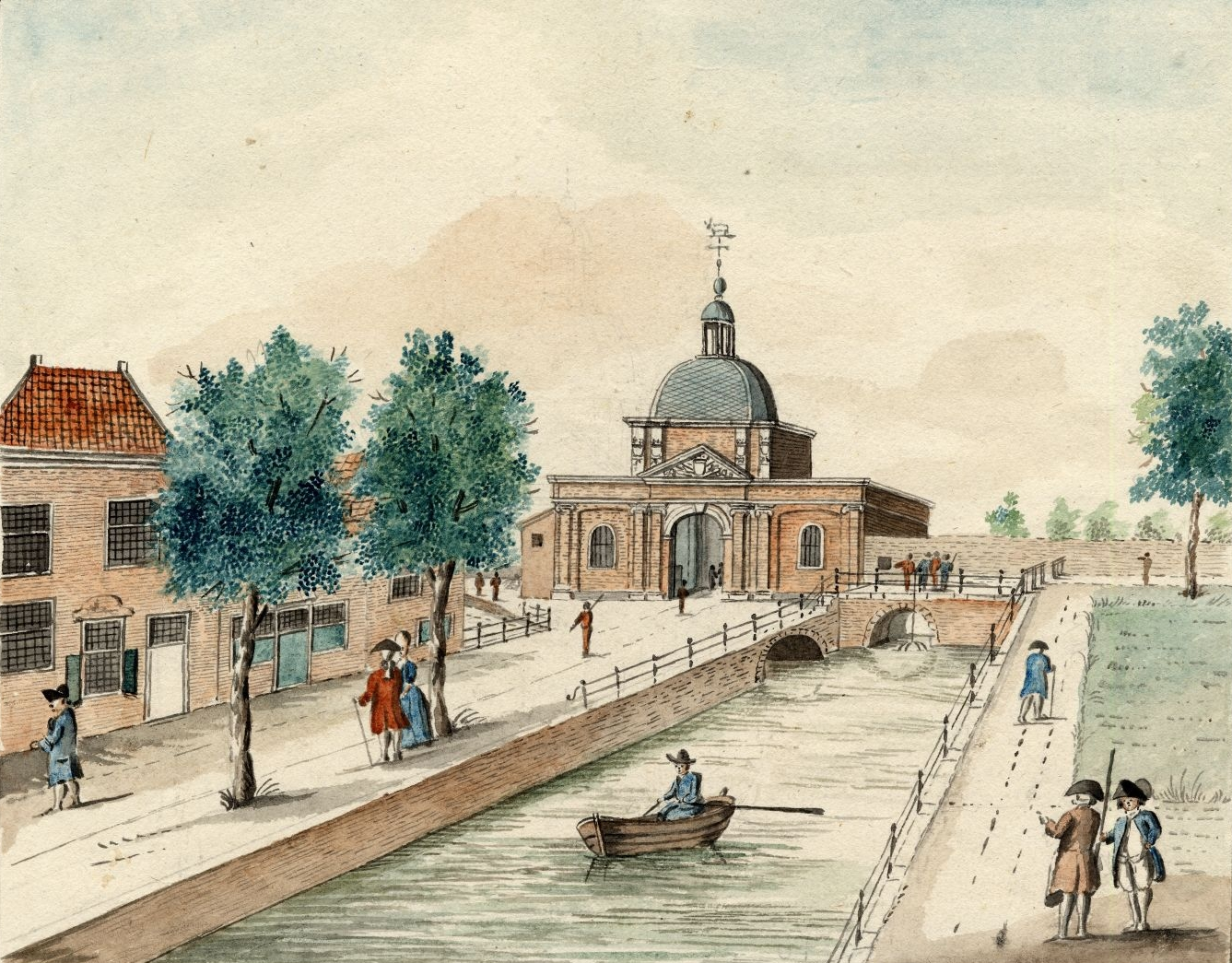
Tekening uit ca. 1780 van de Koepoort en de Koepoortsgracht van de hand van Jacob Timmermans.

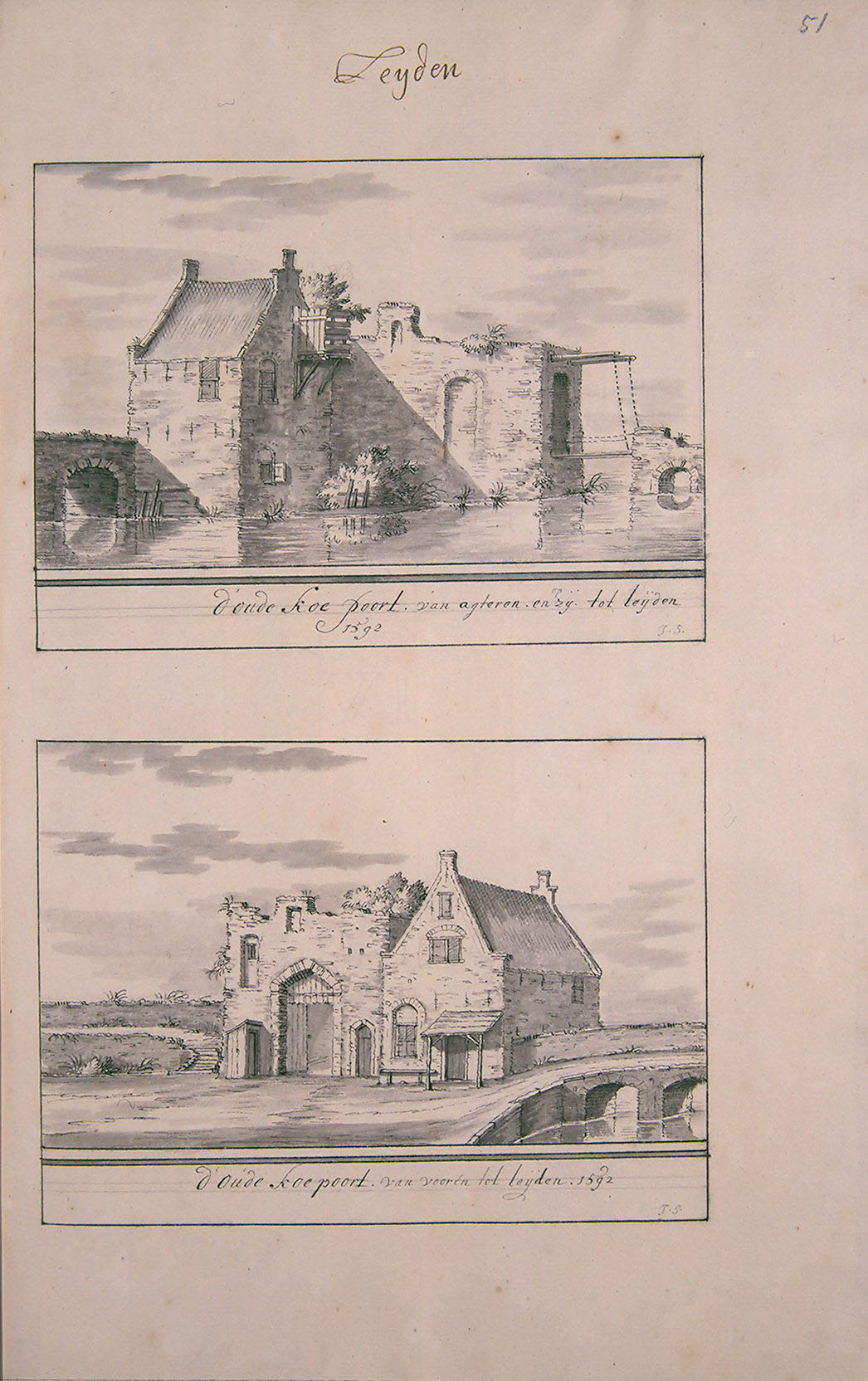
twee gezichten van de Koepoort (Leiden)

De Koepoort is een voormalige stadspoort in Leiden. De poort bevond zich aan de zuidkant van de stad, aan het eind van de huidige Doezastraat. Voor de poort lag een brug over de Witte Singel. De naam van de huidige brug op die plek, de Koepoortsbrug, herinnert nog aan deze stadspoort. Het bouwwerk was een ontwerp van Willem van der Helm en werd opgetrokken in 1671-72. De poort ontleent zijn naam aan het feit dat via deze poort het vee de stad in en uit gebracht werd. De Koepoort werd in 1864 gesloopt.

## De voorganger

Kaart van Leiden uit ca. 1550, getekend door Pieter Sluyter. De oude Koepoort bevindt zich aan de zuidkant van de stad, naast de waterpoort waar de Vliet de stad binnenkomt.

Op de plaats van de zeventiende-eeuwse Koepoort bevond zich eerder een middeleeuwse stadspoort. Deze oude Koepoort werd omstreeks 1400 gebouwd nadat Leiden tussen 1386 en 1389 aan de zuidzijde was uitgebreid met een nieuw stadsdeel. Deze stadsuitbreiding besloeg het terrein ten zuiden en westen van het Rapenburg tot aan de Witte Singel. Waar de weg naar Zoeterwoude dit stadsdeel binnenkwam, werd de stad beveiligd met de Koepoort. Uit oude kaarten waarop de poort is afgebeeld blijkt dat het poortgebouw bestond uit een lager middendeel, geflankeerd door twee ronde torens. De poort was voorzien van kantelen en ervoor lag een rondeel. Tot 1671 bleef de middeleeuwse stadsverdediging aan de zuidkant van de stad ongewijzigd. Terwijl rond andere delen van Leiden modernere vestingwerken werden aangelegd met omwallingen en bolwerken, bleef hier de stenen stadsmuur gehandhaafd. De muurtoren Oostenrijk is een restant van deze middeleeuwse ommuring.

## De zeventiende-eeuwse poort
In 1670 of 1671 kreeg de stadsbouwmeester Willem van der Helm de opdracht een nieuwe stadspoort te ontwerpen omdat de oude poort bouwvallig geworden was. Hierbij moesten de fundamenten van de oude poort hergebruikt worden. In maart 1671 werd met de werkzaamheden begonnen en in november 1671 had de poort al klaar moeten zijn. Het werk vorderde echter niet zoals voorzien. De oude fundamenten bleken in te slechte staat en moesten vervangen worden en ook het metselwerk van de poort liep vertraging op. Gedurende de strenge winter lag het werk stil en pas in mei 1672 werd het dak van leien voorzien. In juni werd de poort met het oog op de Franse inval in allerijl en met hulp van de nog aanwezige timmerlieden gesloten.
De poort die Van der Helm ontworpen had, was een eenvoudig rechthoekig bakstenen gebouw in een sobere variant van het Hollands classicisme. Op de hoekpunten van de onderbouw bevonden zich pilasters met aan de stadszijde Ionische kapitelen en aan de landzijde kapitelen van de Dorische orde. De poortdoorgang werd aan de stadszijde geflankeerd door gekoppelde Ionische pilasters en bekroond met een fronton. Dit fronton was gedecoreerd met het stadswapen en een gebeeldhouwde wapenrusting. Aan de landzijde werd de doorgang geflankeerd door enkele pilasters en ontbrak een bekroning. De bovenbouw was vierkant en eveneens gedecoreerd met respectievelijk gekoppelde en enkele pilasters. Hierop bevond zich een achthoekige koepel, die op zijn beurt bekroond werd met een lantaarntje. De windvaan had net als de sluitsteen van de poortopening aan de landzijde de vorm van een koe. De liggende koeien die Willem van der Helm in het oorspronkelijke ontwerp op de bovenbouw had getekend, zijn waarschijnlijk nooit vervaardigd.

## Sloop in de negentiende eeuw
Nadat in 1861 de Koepoortsgracht gedempt was en hernoemd werd tot Doezastraat werd in 1864 de Koepoort gesloopt.
Bestaand:
Morspoort ·
Zijlpoort

Verdwenen:
Blauwpoort (voormalige Lopsenpoort) ·
Herenpoort ·
Hogewoerdsbinnenpoort ·
Hogewoerdsbuitenpoort ·
Koepoort ·
Marepoort ·
Oude Zijlpoort ·
Rijnsburgerpoort ·
Witte Poort